# Juzė Jazbutienė
Juzė Dzindziliauskaitė, coniugata Jazbutienė (Tbilisi, 20 ottobre 1908 – Sarasota, 12 maggio 2005), è stata una cestista e velocista lituana.

## Carriera
Con la Lituania ha disputato i Campionati europei del 1938.